# Mistrzostwa Świata w Netballu 1995
Mistrzostwa Świata w Netballu 1995 – 9. edycja MŚ w netballu, która odbyła się w Anglii. Po raz siódmy mistrzostwo świata zdobyła reprezentacja Australii. W turnieju udział wzięło 27 drużyn. Wszystkie mecze zostały rozegrane w Birmingham.

## Zestawienie końcowe drużyn
| Miejsce | Drużyna                   |
| ------- | ------------------------- |
|         | Australia                 |
|         | Południowa Afryka         |
|         | Nowa Zelandia             |
| 4       | Anglia                    |
| 5       | Jamajka                   |
| 6       | Trynidad i Tobago         |
| 7       | Wyspy Cooka               |
| 8       | Malawi                    |
| 9       | Samoa                     |
| 10      | Saint Vincent i Grenadyny |
| 11      | Barbados                  |
| 12      | Antigua i Barbuda         |
| 13      | Kanada                    |
| 14      | Stany Zjednoczone         |
| 15      | Papua-Nowa Gwinea         |
| 16      | Namibia                   |
| 17      | Walia                     |
| 18      | Irlandia Północna         |
| 19      | Sri Lanka                 |
| 20      | Singapur                  |
| 21      | Kajmany                   |
| 22      | Szkocja                   |
| 23      | Hongkong                  |
| 24      | Bermudy                   |
| 25      | Irlandia                  |
| 26      | Malezja                   |
| 27      | Malta                     |